# Коваленко, Сергей Иванович
Сергей Иванович Коваленко (11 августа 1947, Порт-Артур — 18 ноября 2004) — советский украинский баскетболист. Рост — 215 см. Мастер спорта СССР международного класса (1972).

## Биография
Выступал за ГПИ (Тбилиси), «Строитель» (Киев), ЦСКА (Москва), СКА (Киев).
Закончив играть, работал некоторое время вторым тренером киевского СКА. Затем ушёл в строительную фирму, где прошёл путь от охранника до заместителя директора. Был владельцем собственной фирмы по оптовой продаже стройматериалов. Последние годы жизни провёл в Киеве.

## Достижения
- Олимпийский чемпион: 1972.
- Чемпион Европы: 1969.
- Бронзовый призёр Олимпийских игр: 1968.
- Бронзовый призёр чемпионата мира: 1970.
- Бронзовый призёр чемпионата Европы: 1973.
- Чемпион Европы среди юниоров (U-18): 1966.
- Серебряный призёр Универсиады: 1973.
- Чемпион СССР: 1976, 1977, 1978, 1979, 1980.
- Бронзовый призёр чемпионата СССР: 1970, 1974.
- Чемпион Спартакиады народов СССР: 1979.
- Серебряный призёр Спартакиады народов СССР: 1971.

- Награждён медалью «За трудовое отличие».